# Mineralnije Vodi
Mineralnije Vodi (ruski: Минеральные Воды) su grad koji se nalazi u Stavropoljskom kraju u jugozapadnoj Rusiji. Leži na obalama rijeke Kume i duž glavne željezničke pruge od Rostova na Donu do Bakua u Azerbajdžanu. 
Mineralnije Vodi su lječilište s izvorima mineralne vode, na sjevernom rubu Kavkaza.
Ime na ruskom jeziku, kao i na hrvatskom, znači "mineralne vode". 
Grad ima zračnu luku (IATA oznake: MRV) koja opslužuje i druga kavkaška toplička odmarališta.